# Изумно
Изумно је насељено место града Врања у Пчињском округу. Према попису из 2022. било је 288 становника; 2002. било је 357 становника (према попису из 1991. било је 406 становника).

## Демографија
У насељу Изумно живи 244 пунолетна становника, а просечна старост становништва износи 44,84 године (43,57 код мушкараца и 46,19 код жена). У насељу има 115 домаћинстава, а просечан број чланова по домаћинству је 2,50.
Ово насеље је у потпуности насељено Србима (према попису из 2002. године), а у последња четири пописа, примећен је пад у броју становника.
|  |

| Демографија | Демографија | Демографија |
| Година      | Становника  | Становника  |
| ----------- | ----------- | ----------- |
| 1948.       | 562         |             |
| 1953.       | 539         |             |
| 1961.       | 448         |             |
| 1971.       | 437         |             |
| 1981.       | 411         |             |
| 1991.       | 406         | 406         |
| 2002.       | 357         | 358         |

| Етнички састав према попису из 2002.‍ | Етнички састав према попису из 2002.‍ | Етнички састав према попису из 2002.‍ | Етнички састав према попису из 2002.‍ | Етнички састав према попису из 2002.‍ |
| ------------------------------------ | ------------------------------------ | ------------------------------------ | ------------------------------------ | ------------------------------------ |
|                                      |                                      |                                      |                                      |                                      |
| Срби                                 | Срби                                 |                                      | 357                                  | 100,0%                               |
| непознато                            | непознато                            |                                      | 0                                    | 0,0%                                 |

| Година пописа     | 1948. | 1953. | 1961. | 1971. | 1981. | 1991. | 2002. |
| ----------------- | ----- | ----- | ----- | ----- | ----- | ----- | ----- |
| Број домаћинстава | 95    | 87    | 94    | 94    | 101   | 121   | 115   |

| Број чланова      | 1  | 2  | 3  | 4  | 5  | 6  | 7 | 8 | 9 | 10 и више | Просек |
| ----------------- | -- | -- | -- | -- | -- | -- | - | - | - | --------- | ------ |
| Број домаћинстава | 17 | 36 | 14 | 26 | 11 | 10 | 1 | 0 | 0 | 0         | 3,10   |

| Пол    | Укупно | Неожењен/Неудата | Ожењен/Удата | Удовац/Удовица | Разведен/Разведена | Непознато |
| ------ | ------ | ---------------- | ------------ | -------------- | ------------------ | --------- |
| Мушки  | 156    | 43               | 102          | 8              | 3                  | 0         |
| Женски | 147    | 25               | 101          | 20             | 1                  | 0         |
| УКУПНО | 303    | 68               | 203          | 28             | 4                  | 0         |

| Пол    | Укупно                    | Пољопривреда, лов и шумарство | Рибарство                            | Вађење руде и камена | Прерађивачка индустрија       |
| ------ | ------------------------- | ----------------------------- | ------------------------------------ | -------------------- | ----------------------------- |
| Мушки  | 85                        | 23                            | 0                                    | 1                    | 23                            |
| Женски | 44                        | 10                            | 0                                    | 0                    | 16                            |
| УКУПНО | 129                       | 33                            | 0                                    | 1                    | 39                            |
| Пол    | Производња и снабдевање   | Грађевинарство                | Трговина                             | Хотели и ресторани   | Саобраћај, складиштење и везе |
| Мушки  | 7                         | 3                             | 7                                    | 6                    | 3                             |
| Женски | 0                         | 0                             | 2                                    | 4                    | 0                             |
| УКУПНО | 7                         | 3                             | 9                                    | 10                   | 3                             |
| Пол    | Финансијско посредовање   | Некретнине                    | Државна управа и одбрана             | Образовање           | Здравствени и социјални рад   |
| Мушки  | 0                         | 1                             | 4                                    | 0                    | 3                             |
| Женски | 0                         | 0                             | 1                                    | 2                    | 7                             |
| УКУПНО | 0                         | 1                             | 5                                    | 2                    | 10                            |
| Пол    | Остале услужне активности | Приватна домаћинства          | Екстериторијалне организације и тела | Непознато            | Непознато                     |
| Мушки  | 2                         | 0                             | 0                                    | 2                    | 2                             |
| Женски | 0                         | 0                             | 0                                    | 2                    | 2                             |
| УКУПНО | 2                         | 0                             | 0                                    | 4                    | 4                             |